# Cynthiacetus
Cynthiacetus — вимерлий рід ранніх китів базилозаврид, які жили в пізньому еоцені (бартон-пріабонський період, від 40.4 до 33.9 мільйонів років тому). Зразки були знайдені на південному сході США та Перу (формація Отума).

## Опис
Cynthiacetus був названий на честь міста Сінтія, штат Міссісіпі, поблизу місця, де було виявлено типовий екземпляр виду C. maxwelli.
Череп Cynthiacetus був подібний за розміром і морфологією до черепа Basilosaurus, але Cynthiacetus не мав подовжених хребців Basilosaurus. У 2005 році був створений рід, щоб уникнути nomen dubium Pontogeneus (який був заснований на погано описаних і нині зниклих зразках). Cynthiacetus був меншим за Masracetus.
Південноамериканський вид C. peruvianus, перший археоцет, описаний на цьому континенті, в основному відрізняється від C. maxwelli кількістю куспід у нижніх премолярів, але він також має найбільшу кількість грудних хребців (20).